# Halowe Mistrzostwa Europy w Lekkoatletyce 1978 – skok o tyczce mężczyzn
Skok o tyczce mężczyzn – jedna z konkurencji technicznych rozgrywanych podczas halowych lekkoatletycznych mistrzostw Europy w hali Palasport di San Siro w Mediolanie. Rozegrano od razu finał 11 marca 1978. Zwyciężył reprezentant Polski Tadeusz Ślusarski. Tytułu zdobytego na poprzednich mistrzostwach nie obronił Władysław Kozakiewicz z Polski, który tym razem zajął 5. miejsce.

## Rezultaty
Rozegrano od razu finał, w którym wzięło udział 16 skoczków.

Opracowano na podstawie materiału źródłowego.
| Miejsce | Zawodnik              | Wynik |
| ------- | --------------------- | ----- |
| 1       | Tadeusz Ślusarski     | 5,45  |
| 2       | Władimir Trofimienko  | 5,40  |
| 3       | Władimir Siergijenko  | 5,40  |
| 4       | Jurij Prochorenko     | 5,40  |
| 5       | Władysław Kozakiewicz | 5,40  |
| 6       | Günther Lohre         | 5,30  |
| 7       | François Tracanelli   | 5,20  |
| 8       | Philippe Houvion      | 5,20  |
| 9       | Kjell Isaksson        | 5,20  |
| 10      | Leszek Hołownia       | 5,00  |
| 11      | Iwo Janczew           | 5,00  |
| 12      | Rauli Pudas           | 5,00  |
| 13      | Brian Hooper          | 5,00  |
| –       | Felix Böhni           | NM    |
| –       | Tapani Haapakoski     | NM    |
| –       | Ilias Sakeladiris     | NM    |